# Dennis Appiah
Dennis Appiah (Tolosa, 9 giugno 1992) è un calciatore francese di origine ghanese, difensore del Saint-Étienne.

## Carriera

### Club
Dopo aver giocato per Monaco, Caen e Anderlecht, nel giugno 2019, si trasferisce al Nantes a titolo definitivo per 800 mila €.
Dopo quattro stagioni, in cui ha anche vinto una Coppa di Francia nel 2021-2022, il 3 gennaio 2023 lascia i canarini per trasferirsi al Saint-Étienne. Il 10 gennaio seguente debutta con i verts in Ligue 2 nella vittoria di misura contro il Laval.

### Nazionale
Ha giocato in tutte le nazionali giovanili francesi comprese tra l'Under-16 e l'Under-20.

## Palmarès

### Club

#### Competizioni nazionali
- Campionato francese di seconda divisione: 1

Monaco: 2012-2013
- Campionato belga: 1

Anderlecht: 2016-2017
- Supercoppa belga: 1

Anderlecht: 2017
- Coppa di Francia: 1

Nantes: 2021-2022